# 맹물로 가는 자동차
"맹물로 가는 자동차"는 1974년에 개봉한 대한민국의 영화이다.

## 캐스팅
- 신일룡
- 신영일
- 김세환
- 오수미
- 나하영
- 장미화
- 사미자
- 배삼룡